# Andreas Kim Taegon
Der heilige Andreas Kim Taegon (* 21. August 1821 in Taegon, Korea; † 16. September 1846 in Seoul) war Koreas erster römisch-katholischer Priester.
Der katholische Glauben wurde – beginnend mit dem Anfang des 17. Jahrhunderts – zunächst vor allem durch Laien nach Korea gebracht. Erst Mitte des 18. Jahrhunderts kamen die ersten Missionare nach Korea, die zu ihrer Überraschung schon Christen vorfanden.

## Leben
Kim Taegon stammt aus einer koreanischen Adelsfamilie. Seine Eltern waren Konvertiten und sein Vater erlitt später aufgrund seines im konfuzianischen Korea verfolgten christlichen Glaubens den Märtyrertod. Kim studierte in einem Priesterseminar in Macau und empfing sechs Jahre später in Shanghai die Priesterweihe. Danach kehrte er nach Korea zurück, um zu predigen und das Evangelium zu verkündigen.
Während der Joseon-Dynastie wurde das Christentum hart unterdrückt und viele Christen wurden verfolgt und hingerichtet. Kim Taegon war einer von mehreren Tausend Christen, die in dieser Periode hingerichtet wurden. Katholiken mussten ihren Glauben deshalb im Geheimen praktizieren. Kim Taegon wurde 1846 im Alter von 25 Jahren zunächst gefoltert und dann geköpft.
1925 wurde Andreas Kim Taegon seliggesprochen. Am 6. Mai 1984 sprach ihn Papst Johannes Paul II. zusammen mit 102 weiteren koreanischen Märtyrern heilig, darunter auch Paul Chong Hasang. Sein Gedenktag ist der 20. September. Andreas Kim Taegon ist der Patron der koreanischen Geistlichen und des Päpstlichen Koreanischen Kollegs in Rom. Eine Gedenkstätte befindet sich in Jeoldusan (Hügel der Märtyrer), Seoul.